# Unruh (Film)
Unruh (schweizerischer Originaltitel Unrueh, englischer Festivaltitel Unrest) ist ein schweizerischer Spielfilm aus dem Jahr 2022. Regie führte Cyril Schäublin. Der Film feierte am 14. Februar 2022 auf der Berlinale seine Weltpremiere in der Sektion Encounters und erhielt dort den Preis für die Beste Regie.

## Handlung
Saint-Imier, Schweiz, um 1877. Die industrielle Uhrenherstellung steckt noch in den Kinderschuhen. Hersteller, Behörden und Uhrenmodelle haben jeweils eigene Zeiteinteilungen, mit denen nicht nur die Vorstellung von Zeit, sondern auch Werte und Weltbilder verknüpft sind. Beamte und Gendarmen bestimmen Abläufe in der Produktion wie in der Gemeinschaft. Doch die Uhrenherstellung wird durch neue technische Entwicklungen verändert. Die Fabrikarbeiterin Josephine Gräbli wacht über die Unruh, die im Inneren der mechanischen Uhren schwingt. Als sie mit neuen Wegen der Beschaffung finanzieller Mittel und einer veränderten Organisation von Arbeit in Kontakt kommt, stößt die junge Frau auf die lokale Bewegung der anarchistischen Uhrenmacher, die mit der internationalen Arbeiterbewegung in Kontakt steht. In diesem Umfeld lernt sie den russischen Kartografen Pyotr Kropotkin kennen. Sie lassen sich von den neuen Ideen inspirieren, fordern das Ende von Nationalismus und Marktgesetzen und setzen diesen Pazifismus und Solidarität entgegen. Sie verlangen nichts Geringeres als die Befreiung der Zeit.

## Produktion

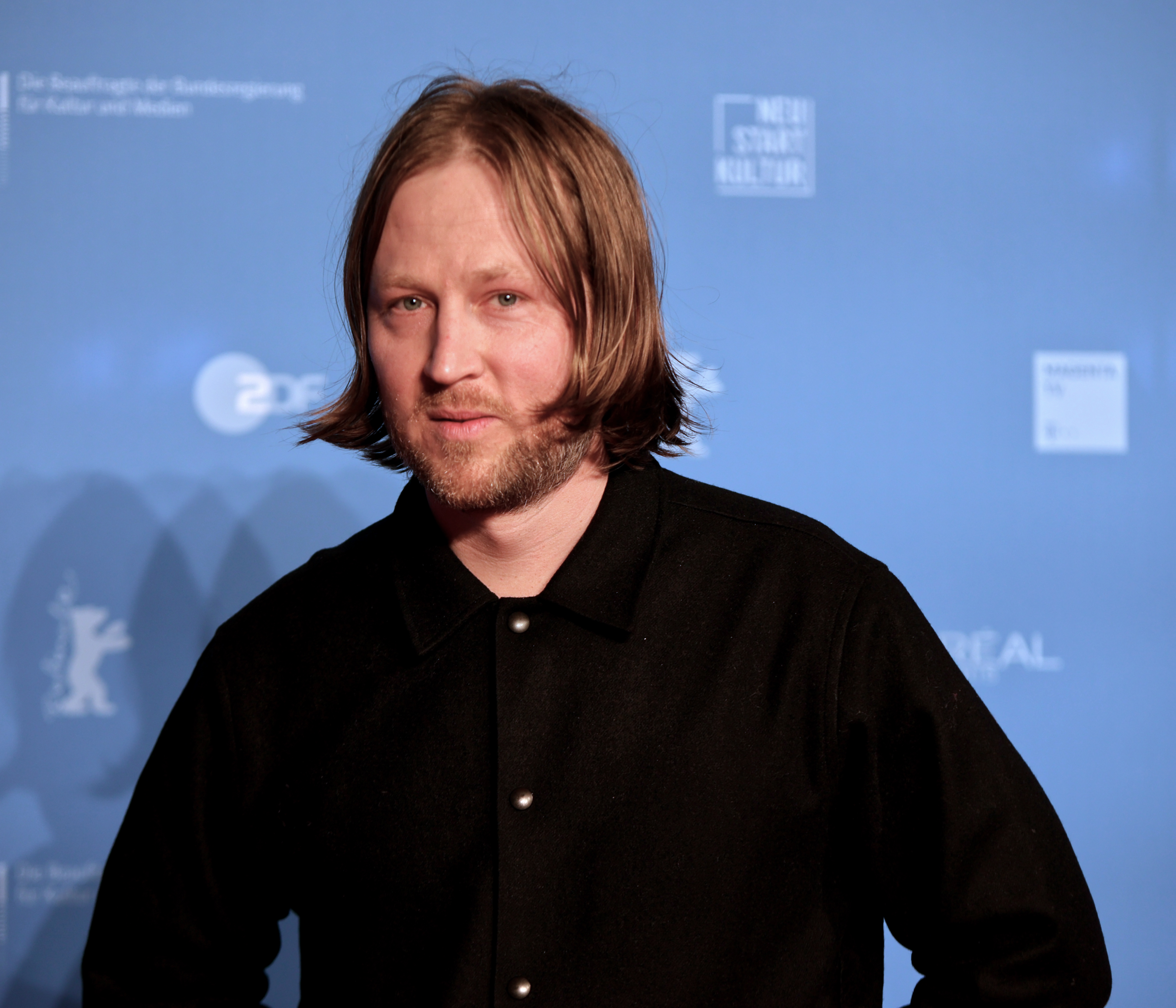
Cyril Schäublin, Regisseur und Drehbuchautor des Films, Berlinale 2022

### Filmstab

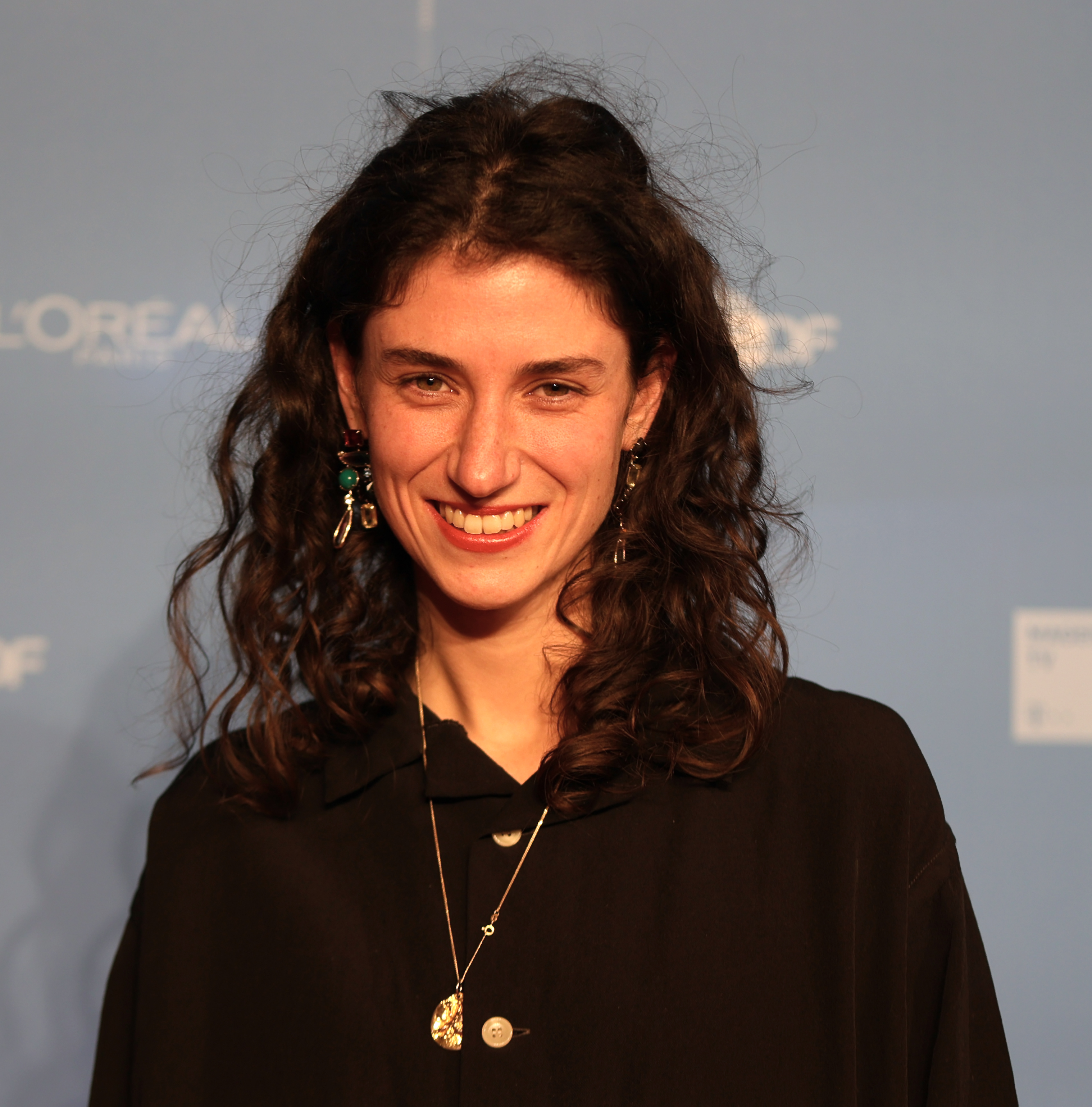
Clara Gostynski spielt die Rolle der Josephine Gräbli, Berlinale 2022

Regie führte Cyril Schäublin, von dem auch das Drehbuch stammt. Für den Filmschnitt war er ebenfalls verantwortlich. Die Kameraführung lag in den Händen von Silvan Hillmann, die Musik komponierte Li Tavor.
In wichtigen Rollen sind Clara Gostynski (Josephine Gräbli) und Alexei Evstratov (Pyotr Kropotkin) zu sehen.

### Produktion und Förderungen
Produziert wurde der Film von Linda Vogel und Michela Pini.

### Dreharbeiten und Veröffentlichung
Der Film feierte am 14. Februar 2022 auf der Berlinale seine Weltpremiere in der Sektion Encounters. Der deutsche Kinostart erfolgte am 5. Januar 2023.

## Rezeption
Reichlich Lob gab es für den Regie-Preis-Gewinner von Filmjournalist Dieter Oßwald auf Programmkino.de: „Rigorose Filmkunst, so präzise wie ein Schweizer Uhrwerk und so überraschend wie eine Wundertüte: „Clockwork Surprise“!“.

## Auszeichnungen und Nominierungen
- 2022: Internationale Filmfestspiele Berlin
  - Preis für die Beste Regie – Cyril Schäublin
  - Nominierung für den Preis für den Besten Film und den Spezialpreis der Jury in der Sektion Encounters[7]
- 2022: Viennale
  - FIPRESCI-Preis[8]
- 2023: Schweizer Filmpreis[9][10]
  - Bester Spielfilm (Nomination)
  - Bestes Drehbuch (Cyril Schäublin, Nomination)
  - Beste Kamera (Silvan Hillmann, Gewinner)
  - Beste Montage (Cyril Schäublin, Nomination)
  - Bester Ton (Roland Widmer, Nomination)